# 章献明肃皇后
章献明肃皇后（969年—1033年5月11日），姓刘，名字无记载，野史称刘娥，益州华阳县（在今四川省成都市境内）人，是宋真宗赵恒的皇后，宋朝的第一位摄政皇太后。宋仁宗时，刘氏临朝称制十一年，常与汉之吕太后、唐之武则天并称，史书称其“有吕武之才，无吕武之恶”。

## 早年
据《宋史》所记，刘氏家族原居太原，后徙益州，遂为华阳县人。祖父是后晋、后汉的右骁卫大将军刘延庆，父亲刘通是宋太祖时的虎捷都指挥使、领嘉州（今四川乐山）刺史。她为刘通长女或第二女，母庞氏。现代作者认为其武官家庭的出身實为刘氏显贵后所伪造，她亦非刘延庆孙女。
根据其逝世年龄倒推，刘氏生于开宝二年（969年）。幼年时，父亲在征战中死亡，故刘氏养于外祖家中。最初，刘氏嫁給蜀地的一个银匠龚美，并隨丈夫龔美來到京城——汴梁謀生。《宋史》称她善于播鼗（拨浪鼓），现代研究者或指她为播鼗艺人。龚美因家贫，欲改嫁妻子。当时为襄王的宋真宗赵恒对左右称“蜀妇人多才慧，吾欲求之。”，于是在王府官员张旻的引荐下，时年十五岁（存疑）的刘氏成为襄王赵恒的妾室，遂有宠。前夫龚美亦成为赵恒的亲信。
赵恒的乳母秦国夫人性格“严整”，不喜欢刘氏，并将此事告诉赵恒的父亲宋太宗。秦国夫人又坚持让赵恒逐出刘氏。赵恒虽被迫將刘氏送出王府，卻將刘氏偷偷藏在王宫指挥使张旻（或作张耆）家中。张旻为避嫌，不敢下直。于是，赵恒给张旻银五百两，为刘氏筑别馆而居。其后，请于秦国夫人，得以复召刘氏。此前，宋太宗曾為趙恆選婚，赐忠武军节度使潘美的八女潘氏为莒国夫人，后又继娶郭氏。

## 妃嫔时期
至道三年（997年）三月癸巳日，五十九岁的宋太宗病逝，遗诏传位于已立为太子两年的赵恒。赵恒登基為帝，是为宋真宗。先冊立继妻郭氏为皇后，又追封早逝的发妻——莒國夫人潘氏为莊怀皇后（后来宋仁宗改为章怀皇后）。景德元年（1004年）正月，刘氏与关系交好的后宫杨氏一同受封。刘氏受封为美人（四品），杨氏受封为才人（五品）。又因刘美人家族无人，以前夫龚美为兄弟，改姓刘，入朝为官。
景德四年（1007年）四月十六日，郭皇后病逝。此前，郭皇后的儿子赵玄祐在九岁时夭折，宋真宗其余的儿子亦全部夭折。此后，真宗欲冊立劉美人為繼后，但因刘氏的出身而招致群臣的反对。大臣赵安仁即指刘氏家世寒微，請奏册立十四岁的沈才人为皇后。沈才人雖在大中祥符元年（1008年）才入宫，但她出身世家，為宰相沈伦之孙。而在立后之议最初，刘氏本人亦推辞良久，于是真宗降诏。宰臣王旦忽以病告退。刘氏怀疑王旦有其他想法，再度推辞。于是，中书门下请早正母仪，真宗未能立刘氏为皇后。
此后，刘美人虽有宠，却無生下子嗣。大中祥符二年（1009年）正月，刘美人晋封修仪，杨才人则晋封為婕妤。大中祥符三年（1010年）四月十四日，曾为刘修仪侍女的司寝李氏为真宗生下一子赵受益（即宋仁宗赵祯）。刘修仪取李氏之子撫養，因此皇子虽是李氏所生，却只認刘修仪为母，而真宗早在皇子出生前三月便宣布刘修仪怀孕。赵受益虽名为刘氏之子，實際上多是杨婕妤抚养。之後赵受益的生母李氏被封为崇阳县君。不久，李氏又因生下一女而晋封才人，但皇女不久夭亡。李氏自认命薄无福，终其一生都并未与儿子相认。
刘修仪性情機敏，通書史，熟知朝政。宋真宗每每在退朝批閱奏章至深夜，多次參考刘修仪的意見，日益为真宗所倚重，文献亦称赞刘氏本性简朴，“衣不纤靡，与诸宫人无少异”。大中祥符五年（1012年）五月戊寅，刘修仪进封德妃。九月，此前提出立沈才人为皇后的赵安仁被贬斥。十二月丁亥，真宗終於如願冊立刘德妃為皇后。

## 掌權皇后
宋真宗允许刘皇后參政、又长期未册立唯一的皇子赵受益为太子引起群臣不安，有史家認為北宋帽妖案與此有內在邏輯關聯。终在天禧二年（1018年），册立太子。天禧四年二月（1020年）时，真宗病重，難以處理政事，政务及群臣的奏章实际上都由劉皇后處理。後來真宗病篤，下诏由皇太子赵禎在资善堂听政，刘皇后从旁辅助。当年十二月乙亥，真宗在承明殿支撑病体，召集辅臣，颁谕以尽心辅太子，手书一幅付之，其略曰：「内廷有皇后辅佐宣行，庶无忧也。」

## 聽政皇太后（1022-1033）
乾兴元年（1022年）二月甲寅，宋真宗病逝于延庆殿，遗诏曰：太子赵禎即位，皇后刘氏为皇太后，杨淑妃为皇太妃，军国重事“权取”皇太后处分。而幼帝赵祯此时只有十一岁，实际上就是由刘太后处理政务。宰相丁谓想独揽大权，後被刘太后所貶。丁謂罷相貶黜後，刘太后开始和仁宗一起听政决事，正式垂帘听政。由于仁宗即位時年紀尚幼，刘太后对他管教严厉，司马光形容为“动以礼法禁约之，未尝假以颜色”。仁宗少时体弱多病，自幼由杨太妃亲自照顾。仁宗尊称刘太后为“大娘娘”，杨妃为“小娘娘”。因仁宗有风痰，刘太后便下旨不許他食用虾蟹海鲜。杨太妃不忍，只得瞞著太后，私下给他食用一些，並說：“太后何苦虐吾儿如此。”而仁宗生母李氏，刘太后晉封她为顺容，命她前去真宗永定陵守著，成为守陵的先帝诸妃之一。而且早在真宗年间，便寻访到李氏家人封官。
宋朝以士大夫为尊，刘太后自知出身卑微，大力抬高母家，一直追尊加封祖宗：曾祖父刘维岳成了天平军节度使兼侍中兼中书令兼尚书令，曾祖母宋氏最后封到安国太夫人；祖父刘延庆为彰化军节度使兼中书令兼许国公，祖母元氏封齐国太夫人；父亲刘通为开府仪同三司魏王，母亲庞氏封晋国太夫人。
刘太后号令严明，赏罚有度，虽然难免有些偏袒娘家親戚，但并不纵容他们插手朝政。在大是大非面前，她更尊重士大夫们的意见，王曾、张知白、吕夷简、鲁宗道都得到了她的重用。刘太后性格简朴，為皇后时服饰简朴，当了太后依然未改习性。宫中奴婢见皇帝侍女服饰華美精緻，心有不甘，觉得自己貼身服侍皇太后，應要享受同等待遇，便稟報太后，請求太后准許。但刘太后聽聞此事，不为所动，說：“那是皇帝嫔御才能享用的，你们哪有这样的资格？”
明道元年（1032年）二月，李氏患了重病，刘太后连忙派太医前去诊治，并晋封她为宸妃。然而李氏封妃当天便病逝，享年四十六岁。起初，太后只想以普通宫人的身份殓葬了事，然而听了宰相吕夷简的劝说，以一品禮儀給李妃在皇仪殿治丧，并给李妃穿上皇太后冠服下葬。李妃的父亲得到追封，兄弟李用和也再次晋升。
刘太后长期掌权，不愿还政于仁宗。程琳献图《武后临朝图》，刘太后亲掷于地，道：“我绝不会做这样的事！”太后表态后，群臣如释重负，仁宗也心怀感激，恭孝唯谨，更于天圣七年（1029年）九月颁布诏书，将太后生辰长宁节的仪礼升级到与皇帝生辰乾元节相同的程度，行跪拜之礼。
明道二年（1033年）癸酉二月，举朝要行祭太庙大典，刘太后自觉天命已不久，想要在生前穿一次天子衮冕，便提出自己要着衮冕謁祖祭祀太庙。群臣大哗，經禮部商議宜准皇太后袞服減二章、衣去宗彞、裳去藻、不佩劍、龍花十六株、前後垂珠翠各十二旒，将皇帝衮衣上的饰物稍减了几样，呈了上去。二月乙巳这天，皇太后刘氏穿着天子衮衣、头戴仪天冠，在近侍引导下步入太庙行祭典初献之礼，並由楊太妃擔任亚献、终献为仁宗皇后郭氏。仪式结束后，刘太后在太庙文德殿接受了群臣给自己上的尊号：应天齐圣显功崇德慈仁保寿皇太后。自此，刘太后彻底还政于仁宗。
明道二年三月，刘太后病重，仁宗大赦天下為劉太后祈福，並四处征召名医，却无法挽留刘太后的生命。甲午日刘太后病逝于宝慈殿，享年六十五岁；第二日，仁宗在皇仪殿召群臣，哭道：“太后临终前数度拉扯身上衣服，可有什么心愿未了？”参知政事薛奎曰：“太后不愿先帝见她身穿天子服入葬。”仁宗恍然大悟，下令给刘太后换上皇后冠服。
仁宗正伤感，群臣却纷纷上议说刘太后并非生母，生母是李宸妃，而燕王更说李宸妃是劉太后所毒殺。仁宗震惊，派人召来李用和，让他亲自去查看李宸妃的棺木。後仁宗前往李妃暫厝的洪福院，见李宸妃葬品如一品夫人，身穿皇太后冠服。仁宗大悔，叹道：“人言岂可尽信。”並来到刘太后牌位前拜谢自责。同年九月仁宗下诏，刘太后和李妃同时迁葬永定陵。灵柩起驾这天，仁宗先为刘太后发引，不但执孝子礼，还不顾宰相们的劝阻亲自执绋之礼，一直步行送出皇仪殿。随后他才再去往李宸妃停棺的洪福院为生母起灵，伏在棺木上痛哭道：“劬劳之恩，终身何所报乎！”
刘太后死后，刘氏家族受尊崇更胜昔日。刘太后曾有遗诏，命仁宗尊养母杨太妃为皇太后，要求仁宗与太妃“同议军国事”。仁宗遵其旨意，尊封杨氏为保庆皇太后，杨太后虽未垂帘听政，仁宗却克尽孝道奉养。

## 文化形象

### 野史
从明朝流传下来“狸猫换太子”的故事，说宋真宗的德妃刘氏和宸妃李氏同时有孕，李宸妃先产下皇子，刘德妃妒忌，勾结李宸妃身边内官，把一只剥了皮的狸猫换去皇子，真宗以为李宸妃产下怪胎，把李宸妃打入冷宫，将刘德妃生下的皇子立为储君，并册立刘德妃为皇后。
另一种说法则是刘德妃的皇子不幸夭折，于是刘德妃把李宸妃的儿子据为己有，宣称是自己的儿子，真宗照样立她为后。
两种说法的结局都是：刘氏逼李宸妃自尽，却有好心的宫人代李妃而死，而李妃流落民间，直到包拯横空出世，才得以揭开这桩宫闱迷案，使李妃与儿子相认。刘氏因为做了坏事不久便死去，包拯也因为替宋仁宗找回了亲生母亲而官升龙图阁大学士。
近世考據此說認為是源自明朝所出的民間故事，故事當中的劉德妃相關事蹟可能是影射明憲宗的寵妃萬貴妃的事蹟，宋仁宗應是隱喻明孝宗，時人有感明孝宗未對萬貴妃害母之行為做出嚴懲反而厚葬善待，故編出“狸猫換太子”的故事以償不平之鳴。

### 影视形象
| 年份 | 电视剧/电影                | 饰演者 |
| ---- | -------------------------- | ------ |
| 1927 | 《狸猫换太子》             | 顾琦霞 |
| 1939 | 《狸猫换太子包公夜审郭槐》 | 马金娘 |
| 1940 | 《碧云宫》                 | 李丽   |
| 1955 | 《狸猫换太子》             | 陈惠瑜 |
| 1955 | 《火烧碧云宫》             | 王莱   |
| 1958 | 《狸猫换太子》             | 凤凰女 |
| 1959 | 《包公会李后》             | 方汉粧 |
| 1964 | 《火烧碧云宫》             | 方汉粧 |
| 1965 | 《宋宫秘史》               | 高宝树 |
| 1974 | 《宋宫秘史》               | 张冰玉 |
| 1984 | 《狸猫换太子》             | 吴梅芳 |
| 1989 | 《深宫奇冤》               | 修晶双 |
| 1989 | 《一代名臣范仲淹》         | 卢碧云 |
| 1993 | 《包青天之铡美案》         | 卢碧云 |
| 1993 | 《包青天之狸猫换太子》     | 萧艾   |
| 2000 | 《少年包青天》             | 郑玉   |
| 2004 | 《大宋惊世传奇》           | 李若彤 |
| 2004 | 《新铡美案》               | 吴竟   |
| 2005 | 《大宋奇案》               | 刘蕾   |
| 2006 | 《砚道》                   | 杜丽丽 |
| 2008 | 《新包青天》               | 傅艺伟 |
| 2010 | 《七侠五义人间道》         | 傅艺伟 |
| 2011 | 《秦香莲》                 | 陈莎莉 |
| 2013 | 《神探包青天》             | 戴云霞 |
| 2013 | 《财神有道》               | 方小月 |
| 2014 | 《狸猫换太子》             | 吴素英 |
| 2014 | 《天下第一针》             | 雷婷   |
| 2016 | 《开封府》                 | 甘婷婷 |
| 2017 | 《将军在上》               | 恬妞   |
| 2017 | 《开封奇谈》               | 刘娜萍 |
| 2019 | 《包青天再起风云》         | 吕珊   |
| 2019 | 《大宋北斗司》             | 何君   |
| 2020 | 《清平乐》                 | 吴越   |
| 2021 | 《大宋宫词》               | 刘涛   |
| 2025 | 《五福临门》               | 趙子琪 |

## 备注
1. 1 2  《宋史·列传第一》未提及刘氏与龚美为夫妻关系，《皇宋通鉴长编纪事本末·卷第二十七》称龚美为其前夫。现代学者[參⁠ 2][參⁠ 6]普遍认同龚美是她的前夫。
2. 1 2  《宋史·列传第一》称刘氏在1033年逝世时“年六十五”，按虚岁计，当生于969年。
3. ↑  有现代学者在文章中称[參⁠ 2]，“据史书载本名刘娥”，然无确实来源。
4. ↑  《皇宋通鉴长编纪事本末·卷第二十七》指刘氏入府时，宋真宗“初为襄王”。《宋史·卷二百四十二·列传第一》称刘氏“年十五（当为983年）入襄邸，王乳母秦国夫人性严整，因为太宗言之，令王斥去。”，然《宋史·本纪第六·真宗一》记：宋真宗“太平兴国八年（983年），授检校太保、同中书门下平章事，封韩王，改名元休。端拱元年（988年），封襄王，改元侃。”是刘氏年龄有误，还是赵恒封号有误，不得而知。
5. ↑  《宋史·列传第一》、《皇宋通鉴长编纪事本末·卷第二十七》皆未提及刘氏在襄王府时的具体身份，或为姬妾。
6. ↑  刘氏在宋真宗登基前的封号为齐国夫人。
7. ↑  《宋史·卷二百四十二·列传第一》原文：“年十五入襄邸，王乳母秦国夫人性严整，因为太宗言之，令王斥去。”《皇宋通鉴长编纪事本末·卷第二十七》原文“王乳母秦国夫人性严整，不悦，固令王斥去。王不得已，出置旻家。”
8. ↑  《宋史·列传第一》称刘氏“太宗崩，真宗即位，入为美人。”这与《皇宋通鉴长编纪事本末·卷第二十七》“请于秦国夫人，得复召入”的记载冲突。
9. ↑   註:

## 延伸阅读
[在维基数据编辑]
 《宋史·卷242》，出自脱脱《宋史》
 在维基共享资源阅览影像